# Острво Мен
Острво Мен (енгл. Isle of Man или само Mann, ман. Ellan Vannin или само Mannin) британски је крунски посед који се налази у Ирском мору, између Велике Британије и Ирске. Има површину од 572 км².
На острву је 2006. живело 80.058 становника. Главни град је Даглас.
Острво Мен има статус самоуправног крунског поседа и није део Уједињеног Краљевства. Суверен Острва Мен је „господар Мeна“, што је тренутно краљ Чарлс III. Њега на острву заступа гувернер. Влада Уједињеног Краљевства је одговорна за спољну политику и одбрану, и обично се не меша у остале надлежности локалне аутономије. Дводомни парламент острва се зове Тинвалд (енгл. Tynwald). Сачињен је од Дома кључара (House of Keys) и Законодавног већа (Legislative Council). Ово острво је једини посед британске круне које, поред самог Уједињеног Краљевства има дводомну скупштину. Становници Острва Мен имају британско држављанство. Острво није део Европске уније, иако се примењује правило о слободном протоку робе. Мен је у царинској унији са Уједињеним Краљевством.
Острво Мен је познато по ниским порезима, тако да многе компаније ту региструју своја седишта.

## Историја
Острво Мен је насељено од 6500 година п. н. е. Гелска (келтска) култура је утицала на ово острво од 5. века, и утицала на развој маншког језика. Нормани су се овде населили у 9. веку. Острво Мен је постало део Краљевине Шкотске 1266, па коначно део Краљевине Енглеске 1399. Од 1764. острво је британски крунски посед, али никада није било део Уједињеног Краљевства, односно задржало је аутономни законодавни статус.